# Заварницин, Алексей Юрьевич
Алексей Юрьевич Заварницин (род. 10 января 1968, Челябинск) — российский политический деятель, депутат пятого созыва (2007—2011). 

## Биография
С 2005 по 2010 был депутатом Законодательного собрания Челябинской области на непостоянной основе.

### Депутат госдумы
В 2007 году баллотировался в Государственную думу 5 созыва от ЛДПР, первый по региональной группе № 83, Челябинская область. Избран. вошёл в комитет ГД по физической культуре и спорту.